# Oratoire de Saint-Sylvestre
L'oratoire de Saint-Sylvestre  est situé à Plouzélambre en France.

## Localisation
L'oratoire est situé sur la commune de Plouzélambre, dans le département des Côtes-d'Armor en région Bretagne.

## Historique
L'oratoire est classé au titre des monuments historiques par arrêté du 24 novembre 1930.